# 又见白娘子
《又见白娘子》 是中國大陸北京柯瑞传媒有限公司筹划拍摄的一部35集左右的神话电视连续剧。台灣中視于2011年6月7日首播，8月12日登陆浙江影视娱乐频道，10月5日登陆湖南经济电视台。

## 作品叙述
以翻拍《新白娘子传奇》为名义投资7000万元人民币打造。制作方收购了《新白娘子传奇》的部分歌曲及配乐，本剧将实现延续使用《新白娘子传奇》的黄梅戏风格以及部分乐曲。剧情以及在人物的设定上与《新白娘子传奇》有很大的差异。本剧于2010年3月26日早上在云南大理天龙八部影视基地开机，开机当日一共拍摄了六场戏。剧组经历了3个多月的拍摄，于2010年6月底在大理杀青，之后转入北京与上海进行后期制作，于2011年5月-6月初登陆荧屏，中国大陆共播出35集，台湾中视因為一次播出2小時，所以共播出了17集。
在北京隆重举行的2010国际影视节目展亮相过该剧的片花，其特效及场景类似于电影《阿凡达》。
插曲由左宏元重新编曲，主题歌则继续引用《新白娘子传奇》主题歌〈千年等一回〉但改用新歌詞。

## 故事背景
五百年前，仙界与魔界展开大战。仙界派出五大尊者（玄武尊者、朱雀尊者、青龙尊者、白虎尊者、麒麟尊者）来平息这场战乱，最终魔界首领黑龙王被五大神器（紫金钵、黑雷杖、青龙剑、白灵珠、朱霞镜）所降伏，并将他封印在昆仑仙境的仙母洞中。五百年后，朱雀尊者的大徒弟修蛇贞儿与树神穹桑的恋情在不知不觉中由然而发，并彼此誓言永不分离。此时，黑龙王并未放弃对昆仑仙境的复仇大计，并用千里传音至身在魔界的女儿火麒麟，指使她开始对仙境进行进攻，并将他救出。火麒麟在与仙界的战斗中，意外地发现修蛇贞儿身上竟有与自己以及黑龙王形状相同的心鳞片，最终知道原来修蛇贞儿竟是黑龙王的大女儿，与自己是同父异母的姐妹。并在百足真人的教唆下，火麒麟施计让修蛇贞儿去发现自己的身世……

## 演员列表
| 演員   | 角色            | 介紹 |
| 左小青 | 白素贞/修蛇贞儿 | 白蛇原名“贞儿”，乃魔界黑龙王与巴蛇之女修蛇。白素贞因当年仙魔之战，巴蛇殒，贞儿被仙界收养，拜师朱雀尊者。在仙界她与树神穹桑相恋；后来因贞儿身世系列变故，与穹桑双双被迫喝下忘情水，穹桑被贬下凡，贞儿被冰封仙母洞修行千年；观世音菩萨方赐名“白素贞”。千年后，白素贞却因白灵珠护体未忘前情，下凡寻找穹桑转世的许仙，再续前缘，演绎一段曲折而凄美的爱情故事。她端庄清丽，大方得体，并且将各个阶段的性格特征演绎得颇为深刻，自有其风韵。                                                                                          |
| 任泉   | 许仙/树神穹桑   | 前世的树神，今生的许仙。穹桑憨厚，许仙正直善良，都一样深爱着他的贞儿。“泉版”许仙帅气，对许仙的性格把握也算恰如其分。许仙对贞儿一往情深，在端午后得知白素贞真实身份时虽曾有疑虑，最终仍能义无反顾要与贞儿相守一生。与法海也曾有交情友谊，对法海因心魔破坏他们夫妻之事却能大义体谅。白素贞被镇雷峰塔后，许仙上金山寺随法海修行而去。 |
| 沈晓海 | 法海/玄武尊者   | 原为仙界玄武尊者，因纵容贞儿的穹桑相恋，法海被贬下凡为僧。法海一直爱慕贞儿，但因身份关系只能暗藏心底，只能多方暗助白素贞。后来只因误食鼠心，受心魔所控，才逐渐对许仙与白素贞的相亲相爱妒火中烧，挑拨离间，不意迫使白素贞水漫金山。最后火麒麟牺牲自己对法海的感情救治法海回心转性，法海彻悟，又受观音使命要遣送白素贞回天庭受罚。白素贞不愿回天，最终被镇雷峰塔。 |
| 戴君竹 | 小青            | 这小青原是男身，单纯淘气。青儿因强抢民女遇白素贞阻拦而与白素贞相识，本想缠着她要娶之为妻;后来明白白素贞的心思志向，又受白素贞救命之恩，遂变为女身愿为白素贞贴身丫环，情同姐妹;自此一心为姐姐的幸福奔忙。她是形象鲜明，活泼可爱，忠义可嘉。 |
| 江铠同 | 火麒麟          | 火麒麟是白素贞的同父异母妹妹，是本剧新增的一个重要人物。当年仙魔大界，麒麟尊者因不忍伤害无辜，欲救下黑龙王的妻女巴蛇与修蛇，火麒麟而与仙界其他尊者反目。随后麒麟尊者离开魔界，爱上黑龙王，生下一女，就是火麒麟。五百年后囚禁仙境“仙母洞”的黑龙王复苏，火麒麟率部迎救，意外擒获玄武尊者为人质，却见玄武尊者重情重义而对之一见倾心。再千年后，火麒麟借故下凡寻找姐姐及五大神器为由，再寻法海想续前缘，无奈法海对她毫无情义。最后火麒麟以“血引法”解救法海的心魔，却因此忘了与法海的一切，她独回魔界继承父位执掌魔界。            |
| 曹艳艳 | 许姣容          | 许姣容颇有点市井妇人习气，小气、刻薄、贪材，俨然成了搞怪分子，其中许姣容还将与白素贞上演一段神仙版的“婆媳大战”。 |
| 苗皓钧 | 刘功德          | 开始并不接受白素贞为许家媳妇，后来才感动于白素贞的贤惠，更加疼惜白素贞。刘功德是县衙捕头，正直无私，疼爱迁就老婆，标准好男人。这两口子算是当时社会下的一对普通夫妇。 |
| 何佳怡 | 朱雀尊者        | 朱雀尊者仙界的朱雀尊者，白素贞的师父，与白素贞情同母女。朱雀下凡本想劝回白素贞，但终不忍白素贞情真意切的恳求，只好默许她与许仙再续前缘。却在返天途中遭百足偷袭，身受重伤，为保黑雷杖，朱雀自此自封法力流落人间。后来朱雀在苏州与白素贞夫妻相逢，便留在保安堂照顾白素贞。直至水漫金山后，朱雀被观音召回天庭。 |
| 赵擎   | 百足真人        | 白族真人百足是条蜈蚣精，素有“魔界军师”之称，原在魔界有着举足轻重的作用。后来野心勃勃，心生叛意，借机下凡千方百计要寻夺五大神器，意欲号令魔界，称霸天下。法海“误食鼠心”便是百足真人的诡计，百足由此得以蛊惑法海甚至控制法海的心智。百足还趁黑龙王闭关练功之时打伤黑龙王，将之浸泡在五毒液中，再设计夺得天魔令。最后百足终被火麒麟诛杀，恶有恶报。 |
| 刘德凯 | 黑龙王          | 魔界首领，白素贞与火麒麟的父亲。几次皆身陷牢狱，前被仙界锁在“仙母洞”，黑龙王后被百足泡于五毒液中，一代枭雄，晚年凄凉。 |
| 李琳   | 观世音          | 但每一场都决定着白娘子与许仙的爱情宿命，掌握着这对“苦命鸳鸯”的生死大权。 |
| 梓龙   | 青龙尊者        | |
| 阮文涛 | 白虎尊者        | |
| 张迪   | 金乐舍          | 金百万之子。因许仙坚持要状告金百万卖假药与金家结怨，金百万设计陷害许仙，却因白素贞的庇护，最终反送了自己的命。且柳苓只钟情许仙，虽应允嫁于金乐舍，也是他空欢喜一场。金乐舍因此视许仙如不共戴天之仇敌，多方奔走，意欲加害许仙与白素贞夫妇。最后在百足的蛊惑下，金乐舍成了法海心魔下的牺牲品。金乐舍是典型的纨绔子弟，唯独对柳苓还算真心。 |
| 宋阁   | 柳苓            | 柳苓是许仙的师妹，庆余堂柳师傅的女儿。与许仙青梅竹马，柳苓一颗心早放在许仙身上，只是许仙一直只把她当作亲妹妹，更兼白素贞的出现，许仙更无意于柳苓。后来被歹人算计，柳苓被金百万少爷金乐舍所污;为了安慰师妹，柳苓许仙只好答应姐姐与师父的安排，迎娶柳苓。只是金百万又栽赃陷害许仙师徒毒死沈大人，在大婚之际将许仙逮捕归案。柳苓为救师兄父亲，答应嫁与金乐舍。后来许仙在白素贞的全力帮助下洗刷冤情，柳苓上吊自杀，许仙在发配苏州途中，有感师妹情谊，在其坟头写下“夫许仙泣立”，承认夫妻名份。柳苓是典型的江南小家碧玉，红颜薄命。 |
| 缪以琪 | 柳师傅          | |
| 刘永明 | 金百万          | 富商，許家的死對頭 |
| 吴向阳 | 王仲远          | 县令 |
| 李胜荣 | 沈管家          | |
| 李昌元 | 甘喜            | |
| 崔小平 | 赵王爷          | |
| 张健   | 赵王妃          | |
| 陈真希 | 梅儿            | 郡主 |
| 李冀琛 | 子乌            | 鼠妖 |
| 吴冬明 | 顾大夫          | |
| 崔晓立 | 陈驿丞          | |
| 邱承对 | 五常道长        | |
| 程鸿林 | 白奉单          | |
| 李林算 | 张千            | 捕快 |
| 王汉珺 | 李万            | 捕快 |
| 甫枭虎 | 法空            | |
| 郭利伟 | 法明            | |
| 高俊保 | 方丈            | 淨天禪师 |
| 李艳丽 | 孟婆            | |
| 谢晓虎 | 更夫            | |

## 主创人员
- 出品人：马恩成、曹景德、颜介平、阎大可、蒋晓玲、陈济臻、孙鹏、侯传杲、郭珍宝、李鸿宾、邓斌
- 总监制：张景义、余瑞金、吴金瑛、陆行、刘佳、李立、刘永辉、陈孚钜
- 监制：郭孝实、屈洪波、贾晓虎、李鸿宾、杨德建、郑忱、王群、闫东梅、宋庆东
- 总策划：周羽强、金健人、马亚民、华明、谢晓虎
- 策划：张玉美、秦葆申、虞先鹏、李钢、王晓平、刘利群、马本成
- 艺术指导：韩生
- 音乐总监：左宏元
- 编剧统筹：马亚民、林旻俊
- 编剧：陈琼桦、孙昆林、张立群、郭湘绮、王昭华、沈芷凝
- 化妆造型：曾明辉
- 剪接师：王晓平、赵雄成
- 特效总监：郑俊皇
- 特效导演：刘志新、锺汉超、常现平
- 武术导演：张耀星
- 导演：刘逢声、徐惠康
- 制片人：吴金瑛
- 制片主任：潘俊豪
- 制片：马杰
- 剧照：高怡平、赵晓明
- 摄影师：蒋继正、简文彬
- 特效设计：常现平、凌军
- 三维模型及渲染：赵升、李伟、张华
- 角色动作：刑云鹏、陶孟君、顾堃
- 后期合成：熊志强、王珏、忻海宁、戴炜
- 电脑动画制作：上海链连文化传播有限公司
- 片头片尾设计：郑锦堂
- 字幕：北京天字行文化公司
- 后期音频制作：“京诚之声”
- 音乐编辑：邓纪华、黄雅玲
- 器材提供：昆明海比尔影视服务有限公司
- 出品公司：海南柯瑞影业有限责任公司、云南映象影业有限责任公司、上海美视影视文化传播有限公司
- 发行许可证：(琼)剧审字(2011)第001号
- 电视剧制作许可证：甲第221号

## 電視劇歌曲
| 曲序 | 曲目                     |                | 作曲           | 编曲           | 演唱           |
| ---- | ------------------------ | -------------- | -------------- | -------------- | -------------- |
| 1.   | 《千年等一回》（片头曲） | 左宏元         | 左宏元         | 柯桐墙         | 李永杰、真雪儿 |
| 2.   | 《向前走》（片尾曲）     | 左宏元         | 左宏元         | 柯桐墙、赵伯干 | 李永杰、真雪儿 |
| 3.   | 《谢谢你我爱你》（插曲） | 戚晓丹、汪一平 | 戚晓丹、汪一平 |                | 戚晓丹         |

## 收視率

### 中視每週首播收視率
| 播映日期                | 週數     | 平均收視率 | 排名 | 集數  | 備註                       |
| ----------------------- | -------- | ---------- | ---- | ----- | -------------------------- |
| 2011年6月7日－06月10日  | 1        | 1.01       | 4    | 01-04 |                            |
| 2011年6月13日－06月17日 | 2        | 0.77       | 4    | 05-09 |                            |
| 2011年6月20日－06月24日 | 3        | 0.91       | 4    | 10-14 |                            |
| 2011年6月27日－06月29日 | 4        | 1.04       | 5    | 15-17 | 06月29日完結篇，播出30分鐘 |
| 平均收視                | 平均收視 | 0.93       | -    | -     | -                          |

- 同時段節目：
  - 大愛《讓愛飛翔／美味人生》
- 由AGB尼爾森調查，調查範圍是四歲以上收看電視之觀眾。
資料來源：中時娛樂、凱絡媒體週報

## 節目變遷
| 中視 每週一至週五20:00～22:00 06月7日～06月10日播出時間為21:00～22:00一個小時 06月13日起播出時間為20:00～22:00共120分鐘 | 中視 每週一至週五20:00～22:00 06月7日～06月10日播出時間為21:00～22:00一個小時 06月13日起播出時間為20:00～22:00共120分鐘 | 中視 每週一至週五20:00～22:00 06月7日～06月10日播出時間為21:00～22:00一個小時 06月13日起播出時間為20:00～22:00共120分鐘 |
| --- | --- | --- |
| | 又見白娘子 （2011.06.07 - 2011.06.29）                                                                                  | |
| 宮 （2011.05.17 - 2011.06.10）                                                                                          | 刁蠻俏御醫 （2011.06.29 - 2011.07.22）                                                                                  | |